# シーサンパンナ駅
シーサンパンナ駅 （中国語: 西双版纳站、英語: Xishuangbanna railway station) は、中華人民共和国雲南省シーサンパンナ・タイ族自治州景洪市にある玉磨線の鉄道駅であり、駅は市街地から南西の標高約550mの場所にある。
プーアル駅からは約100km、モーハン駅からは140km。